# Délégué militaire départemental
Pour les articles homonymes, voir DMD.
Un délégué militaire départemental (DMD) est un officier supérieur présent dans chaque département français pour représenter le ministère de la Défense.
Il est entouré d'une délégation militaire départementale, qui constitue un service déconcentré. Sa mission est fixée par l'article R*1211-3 du code de la Défense.
Le délégué militaire départemental est placé sous les ordres de l'officier général de zone de défense et de sécurité, qui peut lui déléguer sa signature. 
Il est le conseiller du préfet de département en matière militaire. 
La répartition des départements dans les zones militaires de défense est définie par l'article R*1211-4 du code de la défense.
Dans les départements où il n'y a pas de garnison, le délégué militaire départemental est la plus haute autorité militaire. 
À ce titre, il est seul compétent pour la participation de l'armée aux cérémonies et, dans ce cas, il en dirige le mouvement.
Il anime également le réseau des classes de Défense au sein de trinôme académique. 

## Départements d'outre-mer
Il n'y a pas de délégué militaire départemental dans les départements outre-mer. L'organisation des zones de défense et de sécurité y est particulière.